# Jelle Rykx
Jelle Rykx (Herk-de-Stad, 13 april 1992) is een Belgische verdediger die op dit moment uitkomt voor KMD Halen.
Hij komt uit de jeugdopleiding van KRC Genk. 
Op de elfde speeldag tijdens het seizoen 2011-2012 maakte Jelle zijn debuut in het eerste elftal van Lommel United als invaller. Ook de week daarop kreeg Jelle opnieuw als invaller enkele minuten speeltijd. Op de dertiende speeldag mocht Jelle de eerste maal als basisspeler starten aan een wedstrijd.

## Statistieken
| Seizoen         | Club              | Competitie           | Competitie | Competitie | Play-offs | Play-offs | Beker | Beker | Totaal | Totaal |
| Seizoen         | Club              | Competitie           | Wed.       | Dlp.       | Wed.      | Dlp.      | Wed.  | Dlp.  | Wed.   | Dlp.   |
| --------------- | ----------------- | -------------------- | ---------- | ---------- | --------- | --------- | ----- | ----- | ------ | ------ |
| 2011-2012       | Lommel United     | Tweede klasse        | 21         | 0          | —         | —         | 0     | 0     | 21     | 0      |
| 2012-2013       | Lommel United     | Tweede klasse        | 15         | 0          | 0         | 0         | 0     | 0     | 15     | 0      |
| 2013-2014       | Lommel United     | Tweede klasse        | 19         | 1          | 0         | 0         | 2     | 0     | 21     | 1      |
| 2014-2015       | Lommel United     | Tweede klasse        | 18         | 1          | 0         | 0         | 2     | 0     | 20     | 1      |
| 2015-2016       | Lommel United     | Tweede klasse        | 0          | 0          | 0         | 0         | 0     | 0     | 0      | 0      |
| 2016-2017       | FC Esperanza Pelt | Derde amateurs VFV B | 0          | 0          | 0         | 0         | 1     | 0     | 1      | 0      |
| Carrière totaal | Carrière totaal   | Carrière totaal      | 73         | 2          | 0         | 0         | 5     | 0     | 78     | 2      |